# Berberis ziaratensis
Berberis ziaratensis är en berberisväxtart som beskrevs av R.A. Qureshi och M.N. Chaudhri. Berberis ziaratensis ingår i släktet berberisar, och familjen berberisväxter. Inga underarter finns listade i Catalogue of Life.